# Gambit du Boeing 747 ultime
Le gambit du Boeing 747 ultime est un contre-argument aux versions modernes de l'argument de la conception pour justifier de l'existence de Dieu. Il a été introduit par Richard Dawkins dans le chapitre 4 de son livre de 2006 Pour en finir avec Dieu, "Pourquoi il n'y a certainement pas de Dieu".
L'argument est notamment un contre-argument à l'idée que l'abiogenèse et l'évolution auraient une probabilité assimilable à celle d'une « tornade balayant une casse pour assembler un Boeing 747 ». Les promoteurs de cet argument suggèrent que l'apparition de la vie et l'évolution sont mieux expliquées par l'existence d'un dieu créateur. Selon Dawkins, cette logique est autodestructrice car le théiste doit maintenant rendre compte de l'existence du dieu et expliquer si ou comment le dieu a été créé. À son avis, si l'existence d'une vie très complexe sur Terre équivaut à un improbable dépotoir avec les pièces d'un Boeing 747, l'existence d'un dieu très complexe est le vrai «Boeing 747 ultime» qui nécessite vraiment l'impossible pour expliquer son existence.

## Contexte et historique

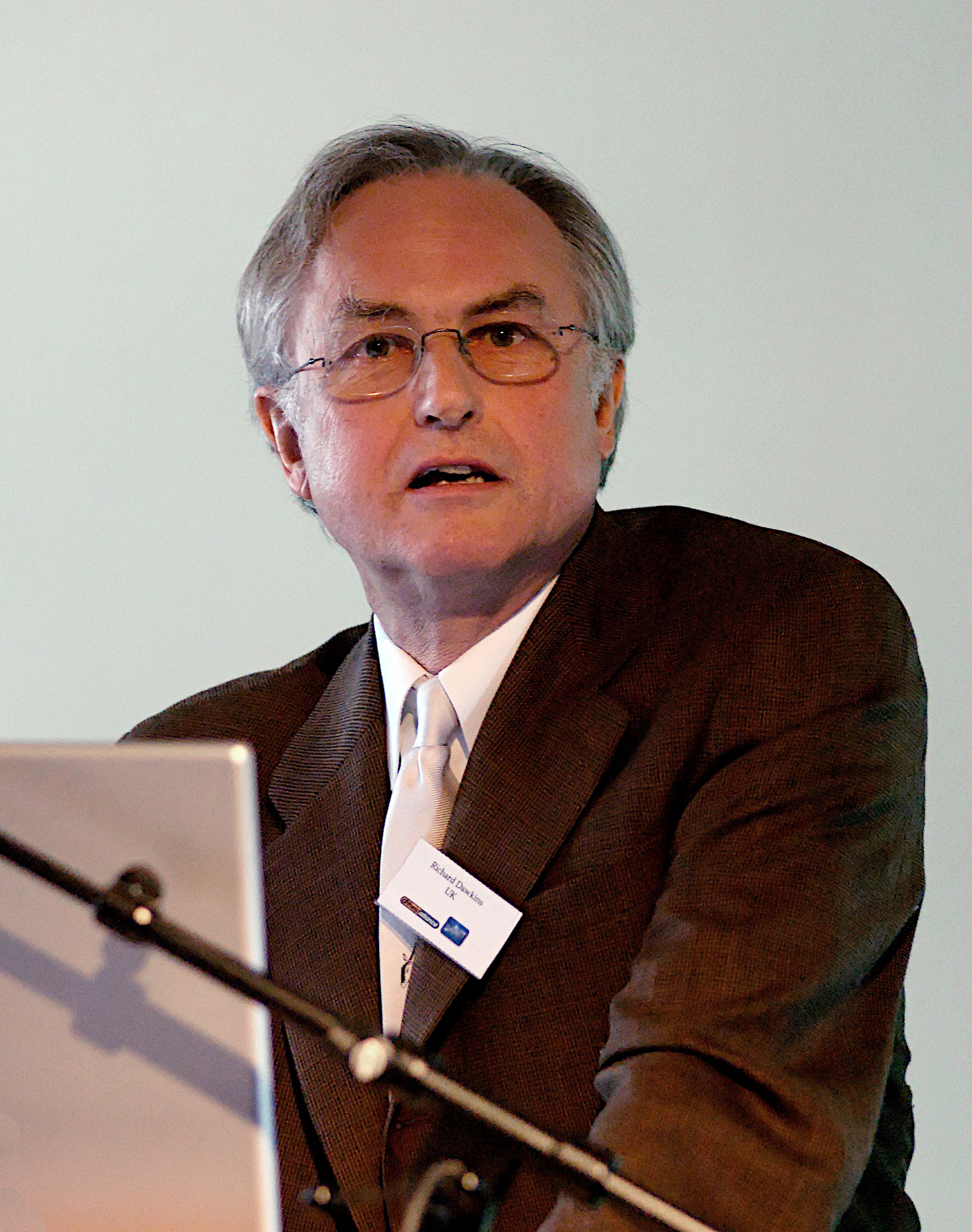
Le «gambit ultime du Boeing 747» a été proposé à l'origine par Richard Dawkins dans son livre de 2006 Pour en finir avec Dieu.

Richard Dawkins commence Pour en finir avec Dieu en indiquant clairement que le Dieu dont il parle est le concept abrahamique d'un dieu personnel qui est susceptible d'être adoré. Il considère l'existence d'une telle entité comme une question scientifique, car un univers avec un tel dieu serait significativement différent d'un univers sans ce dieu, et il dit que la différence serait empiriquement discernable. Par conséquent, conclut Dawkins, le même type de raisonnement peut être appliqué à l'hypothèse de Dieu qu'à toute autre question scientifique.
Après avoir discuté de certains des arguments les plus courants en faveur de l'existence de Dieu dans le chapitre 3, Dawkins conclut que l'argument de la conception est a priori le plus convaincant. L'extrême improbabilité de la vie et un univers capable de l'héberger nécessitent des explications, mais Dawkins considère l'hypothèse de Dieu comme inférieure à l'évolution par sélection naturelle en vue d'apporter une explication à la complexité de la vie. Dans le cadre de ses efforts pour réfuter le concept de dessein intelligent, il redirige l'argument de la complexité afin de montrer que Dieu, s'il existe, aurait dû être conçu par un concepteur superintelligent, puis présente son argument en faveur de l'improbabilité de l'existence de Dieu.
Le nom que donne Dawkins à la démonstration statistique que Dieu n'existe presque certainement pas est le « gambit du Boeing 747 ultime ». C'est une allusion à l'expression de la tornade rassemblant des morceaux de métal dans une casse initialement prononcée par l'astrophysicien Fred Hoyle, qui était athée, anti-théiste et défenseur de la théorie de la panspermie de la vie, et qui aurait déclaré que « la probabilité de vie sur Terre n'est pas plus grande que la chance qu'un ouragan, balayant une casse, aurait d'assembler un Boeing 747 ».
Les arguments contre le théisme empirique remontent au moins aussi loin que le philosophe du XVIIIe siècle David Hume, dont l'objection peut être paraphrasée par la question "Qui a conçu le créateur?". Selon le philosophe Daniel Dennett, l'innovation dans l'argument de Dawkins est double: montrer que là où le design intelligent ne parvient pas à expliquer la complexité, l'évolution par sélection naturelle y parvient, comme seule solution viable; et par ailleurs de discuter comment cela devrait éclairer la confusion entourant le principe anthropique.

## Point de vue de Dawkins
Une thèse centrale de l'argument de Dawkins est que, comparée à l'abiogenèse surnaturelle, l'évolution par sélection naturelle nécessite la supposition de moins de processus hypothétiques; d'après le Rasoir d'Ockham, c'est donc une meilleure explication. Dawkins cite un paragraphe dans lequel Richard Swinburne convient qu'une explication plus simple est meilleure, mais explique que le théisme est plus simple parce qu'il n'invoque qu'une seule substance (Dieu) comme cause et mainteneur de tout autre objet. Cette cause est perçue comme omnipotente, omnisciente et totalement «libre». Dawkins soutient qu'une entité qui surveille et contrôle chaque particule de l'univers et écoute toutes les pensées et prières ne peut pas être simple. Son existence exigerait une «explication gigantesque» qui lui soit propre. La théorie de la sélection naturelle est beaucoup plus simple - et donc préférable - qu'une théorie de l'existence d'un être aussi complexe.

Dawkins se tourne ensuite vers une discussion des vues de Keith Ward sur la simplicité divine pour montrer la difficulté «que l'esprit théologique a à saisir d'où vient la complexité de la vie». Dawkins écrit que Ward est sceptique quant aux idées d'Arthur Peacocke selon lesquelles l'évolution est dirigée par d'autres forces que la sélection naturelle et que ces processus peuvent avoir une propension à augmenter la complexité. Dawkins dit que ce scepticisme est justifié, car la complexité ne vient pas de mutations biaisées. Dawkins écrit:
[La sélection naturelle], pour autant que nous le sachions, est le seul processus finalement capable de générer de la complexité par simplicité. La théorie de la sélection naturelle est vraiment simple. Il en est de même de l'origine à partir de laquelle elle part. Ce qu'elle explique, en revanche, est complexe, et même plus complexe que tout ce que nous pouvons imaginer, sauf un Dieu capable de le concevoir.

## Évaluation et critique
Les auteurs théistes ont présenté une opposition importante à cet argument, notamment par le biais du théologien Alister McGrath (dans The Dawkins Delusion?) et par les philosophes Alvin Plantinga, et Richard Swinburne. Une autre critique négative, par le biologiste H. Allen Orr, a déclenché un débat houleux, incitant, par exemple, le mathématicien Norman Levitt à se demander pourquoi les théologiens sont supposés avoir le droit exclusif d'écrire sur qui «gouverne» l'univers. Daniel Dennett s'est également opposé à la critique d'Orr, ce qui a conduit à un échange de lettres ouvertes entre lui et Orr. Le philosophe Sir Anthony Kenny considère également que cet argument est vicié. Le cosmologiste Stephen Barr répondu comme suit: « Paley trouve une montre et demande comment une telle chose aurait pu être là par hasard. Dawkins trouve une immense usine automatisée qui construit à l'aveuglette des montres et estime qu'il a complètement répondu au point de Paley.

### Simplicité de Dieu et hypothèses matérialistes
Alvin Plantinga et Richard Swinburne soulèvent tous deux l'objection que Dieu n'est pas complexe. Swinburne donne deux raisons pour lesquelles un Dieu qui contrôle chaque particule peut être simple: premièrement, une personne, comme indiqué par des phénomènes tels que le cerveau divisé, n'est pas la même chose que son cerveau très complexe mais "est quelque chose de plus simple" qui peut "contrôler" ce cerveau; et deuxièmement, la simplicité est une qualité intrinsèque à une hypothèse, non liée à ses conséquences empiriques.
Plantinga conclut que cet argument, pour être valable, exigerait que le matérialisme soit vrai; mais, comme le matérialisme n'est pas compatible avec la théologie traditionnelle, l'argument soulève la question en exigeant que sa prémisse suppose la non-existence de Dieu .
Certains répondants, comme Stephen Law, ont suggéré que Dieu est ou serait en fait complexe s'il était responsable de la création et du maintien de l'univers. L'omniscience de Dieu exigerait la rétention et la capacité d'utiliser toutes les connaissances. Des concepts tels que la complexité de Kolmogorov ont également été utilisés pour affirmer que Dieu est ou devrait être complexe. Richard Carrier a également soutenu que l'esprit de Dieu est extrêmement complexe.

### Nécessité d'explications externes
Il existe de nombreuses variantes pour exprimer cette objection. William F. Vallicella soutient que la complexité organisée en tant que telle n'a pas besoin d'explication, car à la recherche d'une explication ultime, il faut finalement accepter une entité dont la complexité n'a pas d'explication externe. Dawkins a déclaré que nous devrions rechercher des débuts simples pour des explications, comme dans l'évolution qui passe du simple au complexe, et donc ce que nous acceptons en fin de compte sans explication externe doit être simple pour que ce soit une bonne explication. Plantinga écrit pour sa part que lorsqu'on n'est pas à la recherche d'une explication ultime de la complexité organisée, il est parfaitement correct d'expliquer une sorte de complexité, celle de la vie terrestre, en termes d'une autre sorte de complexité, à savoir l'activité divine. Dawkins aborde ce point dans son débat avec John Lennox sur The God Delusion, disant qu'il serait parfaitement raisonnable de déduire des artefacts sur terre ou sur une autre planète qu'une intelligence existait, mais que vous auriez toujours besoin d'expliquer cette intelligence, ce que l'évolution fait, alors que pour l'existence de Dieu il n'y a pas une telle explication. 
Alister McGrath suggère que le saut de la reconnaissance de la complexité à l'affirmation de l'improbabilité est problématique, car une théorie du tout serait plus complexe que les théories qu'elle remplacerait, mais on ne conclurait pas qu'elle est moins probable. Dawkins a répondu à ce point dans son débat avec Lennox et à d'autres moments, en disant que si la physique est difficile à comprendre, fondamentalement, contrairement à la biologie, elle est simple. McGrath soutient ensuite que la probabilité n'est pas pertinente pour la question de l'existence: la vie sur terre est hautement improbable et pourtant nous existons. La question importante à ses yeux n'est pas de savoir si Dieu est probable, mais si Dieu est réel. En interviewant McGrath pour The Root of All Evil, Dawkins répond que l'existence de la vie sur Terre est en effet hautement improbable, mais c'est exactement pourquoi une théorie telle que l'évolution est nécessaire pour expliquer cette improbabilité. Dans le cas de Dieu, dit Dawkins, il n'y a pas d'explication satisfaisante.

### Réponse de Dawkins aux critiques dansThe God Delusion
Dawkins écrit au sujet de sa participation à une conférence à Cambridge parrainée par la Fondation John Templeton où il a défié les théologiens présents de répondre à l'argument selon lequel un créateur d'un univers complexe devrait être complexe et improbable. 
Il rapporte l'affirmation de certains de ses contradicteurs selon laquelle il imposait une épistémologie scientifique à une question qui dépasse le domaine de la science. Quand les théologiens considèrent que Dieu est simple, qui est un scientifique comme Dawkins "pour dicter aux théologiens que leur Dieu doit être complexe?". Dawkins écrit qu'il n'a pas estimé que ceux qui employaient cette défense «évasive» étaient « volontairement malhonnêtes, mais qu'ils «se définissaient dans une zone de sécurité épistémologique où l'argument rationnel ne pouvait pas les atteindre parce qu'ils avaient déclaré par décret qu'elle ne le pouvait pas ».